# Zachary Levi
Zachary Levi Pugh, född 29 september 1980 i Lake Charles, Louisiana, är en amerikansk skådespelare som medverkar i bland annat TV-serierna Inte helt perfekt och spelade Chuck Bartowski i serien Chuck.

## Karriär
Zachary Levi dök först upp på FX Televisions film Big Shot: Confessions of a Campus Bookie. Han har spelat Kipp Steadman i ABC:s sitcom Inte helt perfekt. Han spelade också en potentiell pojkvän till Jane i ABC:s film See Jane Date. Levi bekostade Kendall Paynes album Grown efter att hon fått sparken från skivbolaget Capitol Records. Han fick huvudrollen som Chuck i serien Chuck. Levi och hans motspelerska, Yvonne Strahovski, blev båda nominerade för Bästa actionskådespelare av Teen Choice Awards. Han arbetade tillsammans med Mandy Moore i Disneys animerade film Trassel.
Under 2013 till 2014 gjorde Levi sin Broadwaydebut i rollen som Aaron i teatern First Date. För rollen vann han en Theatre World Award för Outstanding Broadway Debut Performance.

## Privatliv
Zachary Levi är en bil- och motorcykelentusiast och äger en Nissan GT-R. I september 2010 startade Levi sitt eget företag; The Nerd Machine.
Den 17 juni 2014 meddelades det att Levi gift sig med skådespelerskan Missy Peregrym i Maui, Hawaii.

## Filmografi (i urval)

### Film
| År   | Titel                                                | Roll                                    | Noteringar |
| ---- | ---------------------------------------------------- | --------------------------------------- | ---------- |
| 2002 | Big Shot: Confessions of a Campus Bookie             | Adam                                    | TV-film    |
| 2003 | See Jane Date                                        | Grant Asher                             | TV-film    |
| 2005 | Reel Guerrillas                                      | Evon Schwarz                            | Kortfilm   |
| 2006 | Big Mommas hus 2                                     | Kevin                                   |            |
| 2007 | Imperfect Union                                      | Clark                                   | TV-film    |
| 2007 | Spiral                                               | Berkeley                                |            |
| 2007 | Ctrl Z                                               | Ben Pillar                              | Kortfilm   |
| 2008 | Wieners                                              | Ben                                     |            |
| 2008 | The Tiffany Problem                                  | Zec                                     | Kortfilm   |
| 2008 | An American Carol                                    | Labbtekniker 1                          |            |
| 2008 | Shades of Ray                                        | Ray Rehman                              |            |
| 2009 | Stuntmen                                             | Troy Ratowski                           |            |
| 2009 | Alvin och gänget 2                                   | Toby Seville                            |            |
| 2010 | Byron Phillips: Found                                | Byron Phillips                          | Kortfilm   |
| 2010 | Trassel                                              | Flynn Rider / Eugene Fitzherbert (röst) |            |
| 2010 | Under the Boardwalk: The Monopoly Story              | Berättare                               |            |
| 2011 | No Rest For the Wicked: Moebius and Basil Adventures | Moebius                                 | Kortfilm   |
| 2012 | Tangled Ever After                                   | Flynn Rider / Eugene Fitzherbert (röst) | Kortfilm   |
| 2012 | Defeat the Label                                     |                                         | Kortfilm   |
| 2013 | Remember Sunday                                      | Gus                                     | TV-film    |
| 2013 | Thor: The Dark World                                 | Fandral                                 |            |
| 2017 | Thor: Ragnarök                                       | Fandral                                 |            |
| 2017 | Stjärnan                                             | Josef                                   | Röstroll   |
| 2019 | Shazam!                                              | Billy Batson / Shazam                   |            |
| 2022 | Natt på museet: Kahmunrahs återkomst                 | Larry Daley                             | Röstroll   |
| 2023 | Shazam! Fury of the Gods                             | Billy Batson / Shazam                   |            |

### TV
| År        | Titel                 | Roll            | Noteringar                        |
| --------- | --------------------- | --------------- | --------------------------------- |
| 2002–2006 | Inte helt perfekt     | Kipp Steadman   | 81 avsnitt                        |
| 2004      | The Division          | Todd            | 2 avsnitt                         |
| 2004      | Simma lugnt, Larry!   | Bellman         | Avsnitt "Opening Night"           |
| 2005      | Brody & Friends       | Zac             | Avsnitt "The Hollywood Lifestyle" |
| 2006      | Worst Week of My Life | Nick            | Avsnitt "Pilot"                   |
| 2007–2012 | Chuck                 | Chuck Bartowski | 91 avsnitt                        |
| 2011      | Team Unicorn          | Young Lover     | Avsnitt "Alien Beach Crashers"    |
| 2012      | 4 Points              | Sig själv       | Avsnitt "Zachary Levi"            |
| 2012      | Robot Chicken         | Blandade (röst) | Avsnitt "Poisoned by Relatives"   |
| 2014      | Hollywood Game Night  | Sig själv       | Avsnitt "50 Charades of Grey"     |